# إبراهيم الكردي
إبراهيم الكردي (توفي عام 1175) كان حاكمًا كرديًا وقائدًا عسكريًا في الدولة الأيوبية. عيّنه توران شاه في عام 1173 حاكمًا لشمال النوبة، ومركزها قصر إبريم.
وباعتباره حاكمًا للنوبة الأيوبية، فقد شن غارات عميقة في الأراضي النوبية، وتشير الأدلة الأثرية إلى أن جيش إبراهيم الكردي ربما كان مسؤولًا عن الهجوم على مدينة فرس حيث قُتل الأسقف. كانت المدينة ذات يوم عاصمة المقرة واحتفظت بأهميتها كمركز كنسي. في عام 1175 غرق الكردي وبعض رجاله أثناء محاولتهم الوصول إلى جزيرة أديندان في النيل.